# Opole Wschodnie
Opole Wschodnie – stacja kolejowa w  Opolu, w województwie opolskim, w Polsce. Według klasyfikacji PKP ma kategorię dworca aglomeracyjnego. Zlokalizowana jest w Opolu, pod nasypem, przy skrzyżowaniu ul. Oleskiej, Batalionów Chłopskich i Bohaterów Monte Cassino, w bezpośrednim sąsiedztwie stadionu Odry Opole i kampusu Uniwersytetu Opolskiego.

## Ruch pasażerski
| Rok  | Wymiana pasażerska na dobę |
| ---- | -------------------------- |
| 2017 | 20-49                      |
| 2022 | 20-49                      |

## Historia
W okresie dwudziestolecia międzywojennego na dworcu znajdowała się restauracja, której ogródek piwny zlokalizowany był od strony współczesnej ulicy Rataja. W 1945 roku na stacji zatrzymywały się transporty Polaków ze Wschodu. W latach osiemdziesiątych dworzec został zamknięty. Obecnie dworzec popada w ruinę, a jego przejęcie przez miasto nie jest możliwe ze względu na usytuowanie pomieszczeń pod nasypem kolejowym.